# 胡景翼
胡 景翼（こ けいよく）は、清末民初の軍人・革命家。中国同盟会に属した革命派人士。中華民国が成立した後は、北京政府、直隷派、国民軍の軍人となった。一時は靖国軍として南方政府（護法軍政府）に属したこともある。字は励生、笠僧、立生。号は中山。

## 事跡

### 清末から護国戦争まで
1908年（光緒34年）、胡景翼は西安健本学堂に入学する。1910年（宣統2年）春に中国同盟会に加入した。この時、胡は会党との連絡樹立に大きな貢献を行い、陝西省の同盟会で重要幹部と目されるようになった。1911年（宣統3年）、健本学堂を卒業する。10月の西安起義でも、胡は会党を招集して真っ先に呼応し、耀県、三原県、鄜県といった渭北の主要地区を確保すると、渭北起義軍総部を設置した。間もなく張鳳翽の秦隴復漢軍政府より第1標標統に任ぜられた。独立宣言を発すると秦隴復漢軍第1標は陝西陸軍第1標に改称され、北路安撫招討使兼起義総指揮・井勿幕の指揮下として甘粛省から鎮圧に来た清軍を撃破する軍功をあげた。
1912年（民国元年）、陝西都督となった張鳳翽は袁世凱を支持し革命派に圧迫をかけたため、胡景翼は日本へ逃れた。このとき、成城学校で学んでいる。1914年（民国3年）1月6日には、東京に同盟会が設立した浩然学社で学び、帰国直前には孫文（孫中山）と面会している。
8月に陝西省に戻った後は、陳樹藩率いる第3混成旅教導営軍官連で学び、その後、歩兵遊撃営営長に昇進。また、一方で革命派の拠点作りにも励み、袁世凱打倒の機会を伺った。なお、この時に、後の国民軍の同僚となる孫岳と知り合っている。
1916年（民国5年）3月、陝西将軍陸建章が護国戦争（第三革命）に呼応した省内の革命派を討伐しようとする。胡景翼は時機が熟したと判断して兵変を起こし、陸建章の子である第1混成旅旅長陸承武を生け捕りとし、陝北鎮守使兼渭北剿匪総司令に任命されていた陳樹藩にその身柄を引き渡した。陳は陸建章と取引して、陸承武を返す代わりに、督軍の地位を手に入れた。

### 陝西靖国軍
護国戦争終結後は、胡景翼は陝西第1旅混成第2団団長となり、陝西省南部に駐留した。しかし、督軍の陳樹藩は胡景翼を猜疑し、胡もいずれは陳を倒そうと機を窺うなど、両者の関係は次第に悪化していく。1918年（民国7年）1月、胡は曹世英とともに、郭堅が護法戦争に呼応し組織した陝西靖国軍に加わり、三原（陝西省中部）で決起した。胡は右翼総司令、曹は左翼総司令として、陳に挑戦することになる。劣勢となった陳は、河南省の鎮嵩軍統領である劉鎮華を陝西省長の地位をもって味方に引き込む。このため、今度は胡が劣勢に置かれた。
胡景翼は南方政府との関係を強化するため、雲南省の唐継尭と連携する。さらに、孫文が派遣してきた于右任を陝西靖国軍総司令として擁立し、胡は第4路総司令として前線に立った。しかし8月に、胡が陳樹藩側の姜宏模の軍を説得しようと訪問したところ、姜に拘留されてしまう。さらに陳に引き渡されて西安で軟禁下に置かれた。陳は胡に降伏するよう勧めたが、胡は応じようとしなかった。
1920年（民国9年）7月に安直戦争が勃発すると、安徽派の陳樹藩は省内の人心を得るため胡景翼を釈放した。胡は三原に戻り、陝西靖国軍副司令兼総指揮に任命された。胡は、三原近隣を靖国軍の自立圏として、軍事改革、政治改革、地方建設に励み、成果も大きなものであった。そのため、胡は孫文らから賞賛を受けている。
しかし、1921年（民国10年）5月に陳樹藩が更迭され、直隷派の閻相文が後任の陝西督軍となり、さらに7月に馮玉祥率いる第16混成旅も入ってくる。閻・馮は離任を拒んで武力抵抗の準備を進めていた陳樹藩打倒のため、胡景翼や靖国軍を取り込もうとする。結局、胡はこれに応じ、馮と挟撃して陳樹藩を駆逐した。更に靖国軍の称号を取り消し、陝西軍に復帰して第1師長となった。しかし、この事態については、孫文・于右任らから激しい非難を浴びた。8月に閻相文は自殺したため、以降は陝西督軍となった馮玉祥の配下につくこととなる。

### 胡憨之戦
1922年（民国11年）4月に第1次奉直戦争が勃発すると、胡景翼は馮玉祥に随従して河南督軍の趙倜と戦った。戦後、第24師師長に任命され、京漢鉄道の北部沿線（河南省彰徳～湖北省順徳）に駐屯した。
その後、胡は、直隷派主導の北京政府に反感を覚えるようになり、密かに馮玉祥や孫岳と連携して、打倒の機会をうかがうようになる。第2次奉直戦争勃発後の1924年（民国13）10月、馮・孫・胡は北京政変（首都革命）を発動して、北京を制圧した。国民軍が組織されると、胡は国民軍副司令兼第2軍軍長兼同第1師師長に就任した。さらに、孫文を北京に迎え入れることを積極的に推進している。
同年12月、胡景翼は直隷派の呉佩孚を撃破して鄭州に進軍し、河南弁理軍務収束事宜（督軍等に相当）に任命された。しかし、陝西督軍・鎮嵩軍統領である劉鎮華の配下・憨玉琨も、洛陽を占拠するなどして、河南省の支配を目論んで胡を阻もうとした。これにより、いわゆる「胡憨之戦」が勃発したのである。
馮玉祥は当初孫岳を派遣して両者を和解させようとした。しかし、劉鎮華・憨玉琨の河南支配の野心は深く、1925年（民国14年）2月には、劉自ら洛陽に赴いて胡軍を攻撃するなどした。こうして両者は全面的に開戦する。孫岳率いる国民軍第3軍の支援も受けた胡は、3月9日には劉を洛陽から駆逐し、4月2日には憨も撃破して自決に追いやった。こうして、胡の河南支配は確定したのである。勝利した胡景翼は、河南省で新政を施き、中国国民党や中国共産党など各政治勢力を結集させようとした。
しかし、その間にも、1925年（民国14年）3月12日の孫文の病死を受け、精神的ショックにより右上腕部の疔疱が悪化していた。病院で治療を受けるも回復の見込みなく、翌月の4月10日、開封にて孫文の後を追うように急逝した。享年34（満32歳）。5月に陝西省華山北麓の王猛台に葬られる。胡の地位は、辛亥革命以来の腹心である岳維峻が継いだ。
1936年（民国25年）、生前親交があった馮玉祥、于右任、劉覚民らが発起人となり鄭州に「胡公祠」を建立した。

## 注
1. 1 2 3  杨 2001, p. 796.
2. 1 2 3 4 5  杨 2001, p. 797.